# Iglesia del Espíritu Santo (Albacete)
La iglesia del Espíritu Santo es un templo religioso de culto católico situado en la ciudad española de Albacete.

## Historia
La iglesia del Espíritu Santo fue creada en 1964 por decreto del Obispo de Albacete, Arturo Tabera Araoz. Su primera sede estuvo situada en unos locales de la calle Virgen de los Desamparados. 
El lugar se quedó pequeño, por lo que en 1968 comenzó la construcción de un nuevo templo, obra del arquitecto Carlos Belmonte, que fue inaugurado y consagrado en 1972. El templo fue remodelado en 1998.

## Características
La iglesia está situada en el barrio de Franciscanos en el Ensanche de la capital albaceteña. En el interior destacan sus murales. Forma parte del arciprestazgo número dos de la ciudad, perteneciente a la diócesis de Albacete.